# Decisive Battles of World War II: Korsun Pocket
Decisive Battles of World War II: Korsun Pocket — военная пошаговая стратегическая компьютерная игра из серии «Decisive Battles of World War II». Была разработана компанией Strategic Studies Group и выпущена Matrix Games 25 августа 2003 года. Сюжет игры повествует о Корсунь-Шевченковской операции.
Korsun Pocket является второй в серии «Decisive Battles of World War II», первая часть которой Ardennes Offensive вышла шестью годами ранее. Игра получила очень хорошие отзывы прессы.

## Отзывы
Рецензент журнала «Computer Gaming World» Брюс Герик поставил игре высшую оценку 5 из 5 и отметил, что Korsun Pocket сумела вобрать в себя все самое лучшее из жанра исторических варгеймов. В заключение своей рецензии он написал, что данная игра является лучшим гексагональным варгеймом всех времен. Игра получила награду «выбор редакции». Уильям Р. Троттер из журнала «PC Gamer» тоже поставил игре высокую оценку — 93 % и назвал её «Лучшим варгеймом для PC». Троттер также заявил, что «игра хоть и требует от вас полной отдачи, взамен вы получаете уникальный, богатый и захватывающий опыт». Уильям Эбнер с игрового веб-сайта «GameSpy» дал игре пять звезд из пяти, похвалил игровой дизайн, искусственный интеллект и руководство пользователя, и назвал Korsun Pocket одним из лучших варгеймов из когда-либо созданных. Рецензент сайта «Gamespot» Джефф Лейки оценил игру в 8.6 из 10 и назвал её «бесспорно лучшим двухмерным варгеймом на данный момент».